# Iwogumoa nagasakiensis
Iwogumoa nagasakiensis là một loài nhện trong họ Amaurobiidae.
Loài này thuộc chi Iwogumoa. Iwogumoa nagasakiensis được miêu tả năm 2007 bởi Okumura.